# Distrito de Sevenoaks
Sevenoaks es un distrito no metropolitano del condado de Kent (Inglaterra). Fue constituido el 1 de abril de 1974 bajo la Ley de Gobierno Local de 1972 como una fusión del distrito urbano de Sevenoaks y los distritos rurales de Sevenoaks y Dartford.

## Geografía
Según la Oficina Nacional de Estadística británica, Sevenoaks tiene una superficie de 369,2 km².

## Demografía
Según el censo de 2001, Sevenoaks tenía 109 305 habitantes (48,39% varones, 51,61% mujeres) y una densidad de población de 296,06 hab/km². El 20,29% eran menores de 16 años, el 71,73% tenían entre 16 y 74 y el 7,98% eran mayores de 74. La media de edad era de 40,21 años. 
La mayor parte (93,77%) eran originarios del Reino Unido. El resto de países europeos englobaban al 2,49% de la población, mientras que el 1,09% había nacido en África, el 1,33% en Asia, el 0,64% en América del Norte, el 0,14% en América del Sur, el 0,52% en Oceanía y el 0,02% en cualquier otro lugar. Según su grupo étnico, el 97,96% de los habitantes eran blancos, el 0,77% mestizos, el 0,58% asiáticos, el 0,24% negros, el 0,25% chinos y el 0,2% de cualquier otro. El cristianismo era profesado por el 77,02%, el budismo por el 0,2%, el hinduismo por el 0,2%, el judaísmo por el 0,15%, el islam por el 0,34%, el sijismo por el 0,09% y cualquier otra religión por el 0,27%. El 14,43% no eran religiosos y el 7,3% no marcaron ninguna opción en el censo.
El 39,48% de los habitantes estaban solteros, el 46,44% casados, el 1,72% separados, el 5,7% divorciados y el 6,66% viudos. Había 44 364 hogares con residentes, de los cuales el 26,05% estaban habitados por una sola persona, el 8,07% por padres solteros con o sin hijos dependientes, el 64,35% por parejas (56,2% casadas, 8,15% sin casar) con o sin hijos dependientes, y el 1,53% por múltiples personas. Además, había 1133 hogares sin ocupar y 151 eran alojamientos vacacionales o segundas residencias.